# Metascolioneidaceae
Famille
Les Metascolioneidaceae sont une famille d'algues de l'embranchement des Bacillariophyta (Diatomées), de la classe des Bacillariophyceae et de l’ordre des Naviculales.

## Étymologie
Le nom de la famille vient du genre type Metascolioneis, composé du préfixe grec μετα / meta, « après ; à la suite de », et scolioneis par allusion au genre Scolioneis de D.G.Mann, 1990, lui-même étant un homonyme postérieur, et illégitime, du Scolioneis de F.Meister, 1919. En 2016 Blanco et Wetzel ont en effet créé de nouveaux noms de genres pour  remplacer d'anciens noms illégitimes.
Par ailleurs, Scolioneis est  dérivé du grec σκολιοσ / skolios, « oblique, tortueux », et νεισ / neis, « petit bateau ».

## Liste des genres
Selon AlgaeBase (18 mai 2022) :
- Metascolioneis S.Blanco & C.E.Wetzel, 2016   genre type
- Scoliolyra C.P.Chen, Y.H.Gao, Z.Wang & J.W.Zhang, 2020
- Scolioneis D.G.Mann, 1990 nom. illeg.

## Systématique
Le nom correct complet (avec auteur) de ce taxon est Metascolioneidaceae Blanco & Wetzel, 2016.

## Publication originale
- Blanco, S. & Wetzel, C.E. (2016). Replacement names for botanical taxa involving algal genera. Phytotaxa 266(3):  195-205.